# Eckstein & Söhne

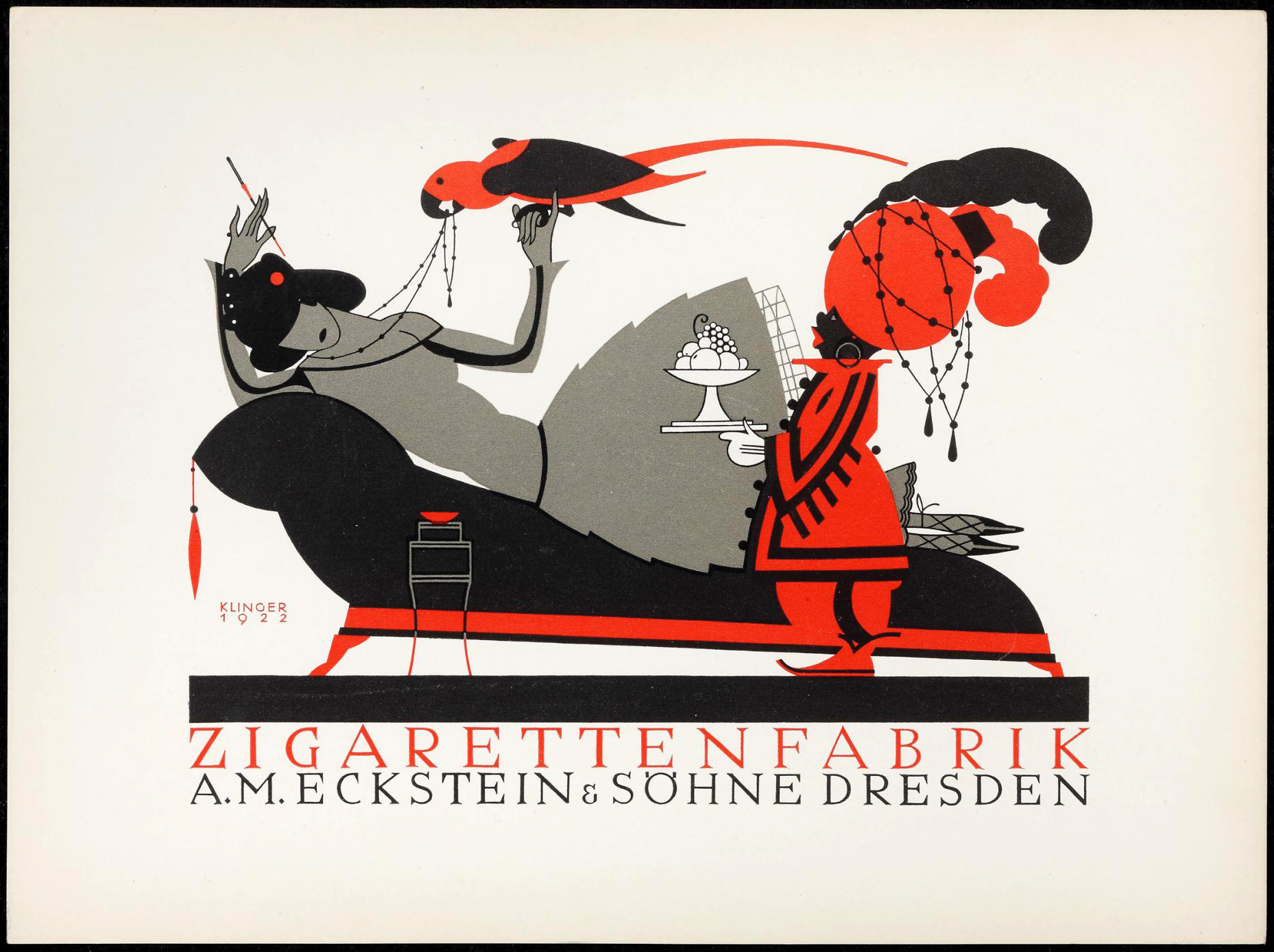
Werbeplakat der Fa. Eckstein & Söhne von Julius Klinger

A. M. Eckstein & Söhne war eine Zigarettenfabrik in Dresden-Plauen. Der Firmensitz war in Dresden A27, Bamberger Str. 4 bis 8 (später erweitert auf Bamberger Str. 4 bis 10, einschl. Chemnitzer Str. 44). 
Die Zigarettenfabrik wurde 1945 weitgehend zerstört. Ein Teil der Gebäude wurde nach dem Zweiten Weltkrieg in vereinfachter Form wiederaufgebaut und wird heute von verschiedenen Firmen genutzt.

## Geschichte

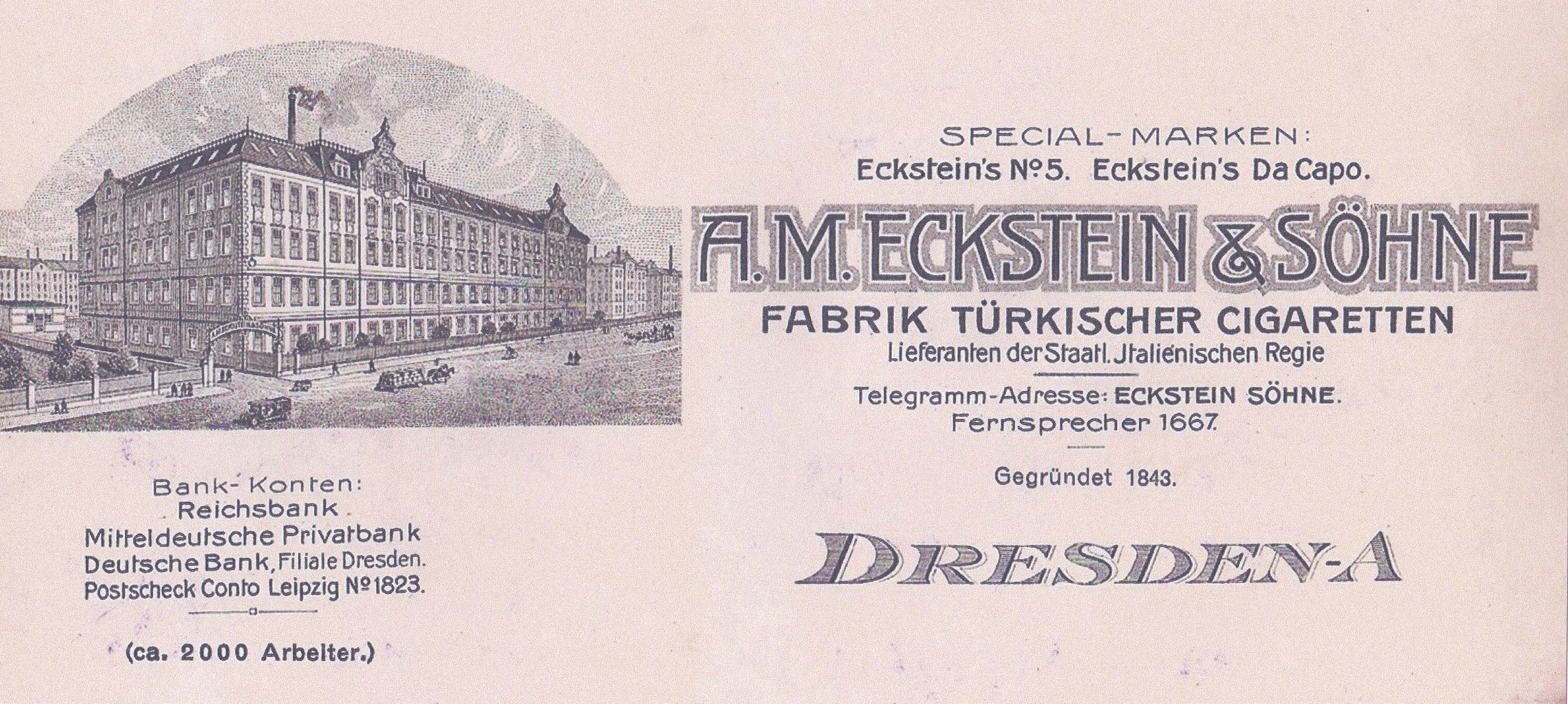
Firma A. M. Eckstein & Söhne in Dresden um 1912

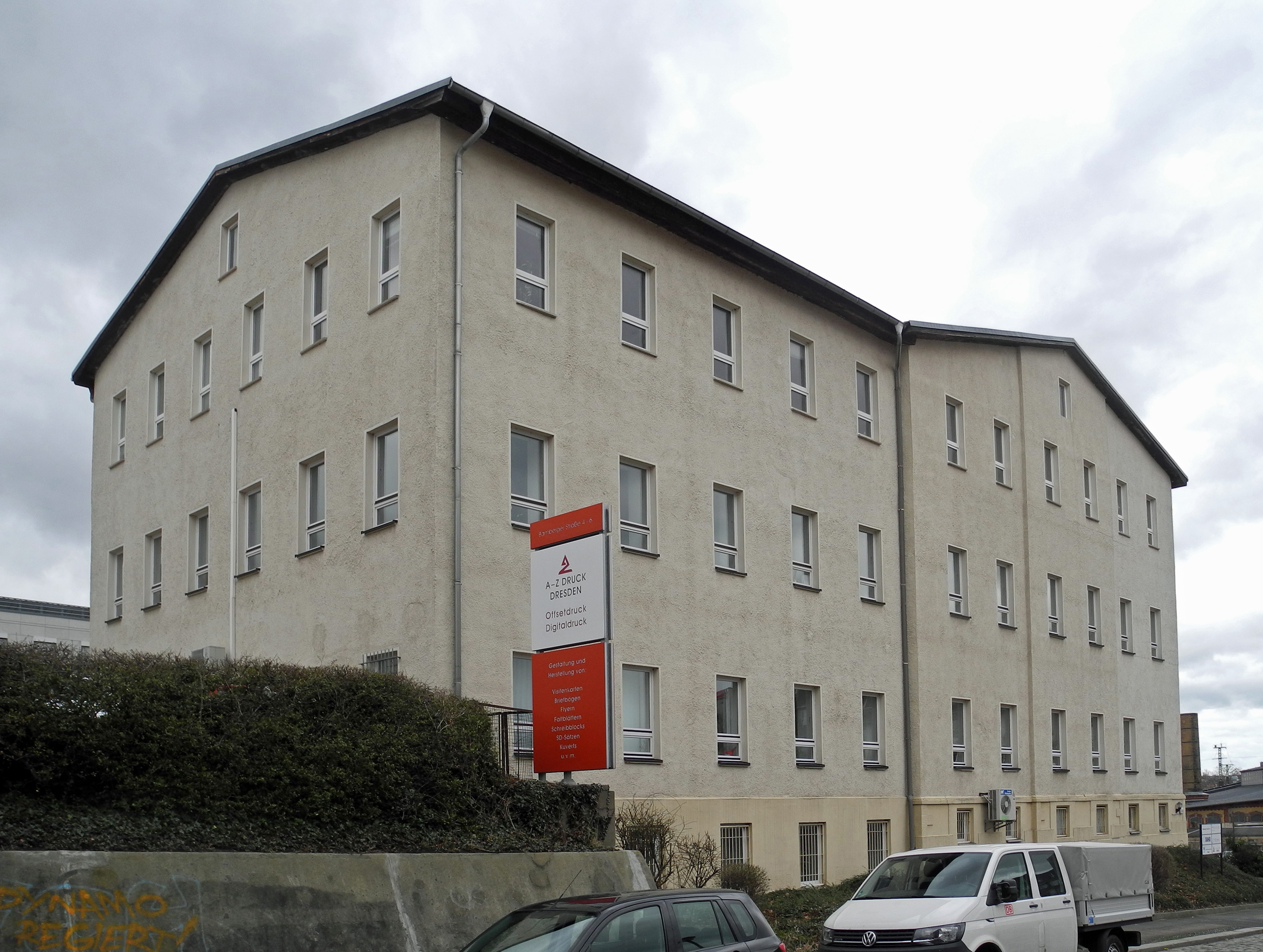
Ehem. Firmensitz von Eckstein & Söhne in Dresden (heute)

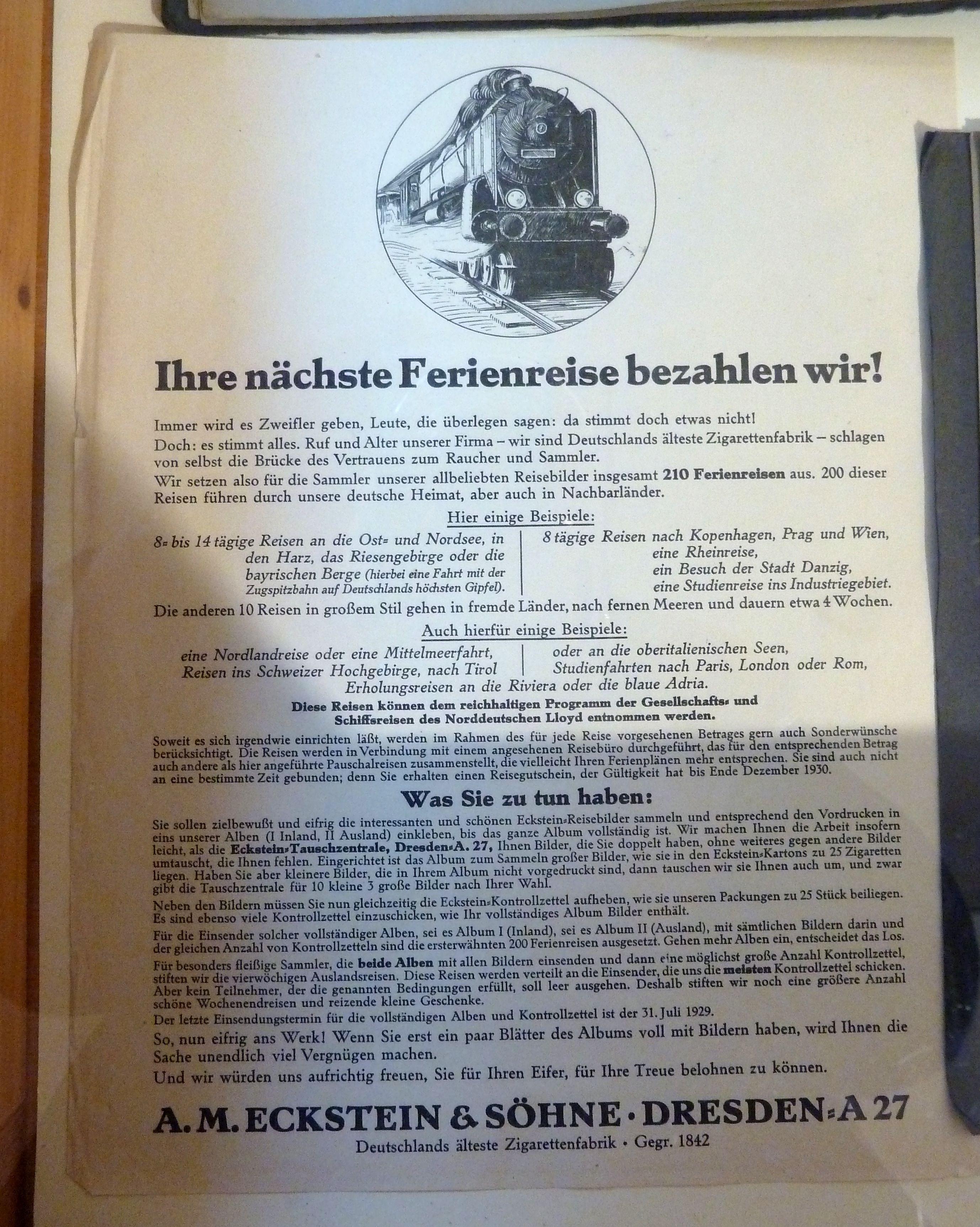
Werbung für Eckstein & Söhne

Die Firma wurde im Jahr 1865 von Meyer Abraham Eckstein, der schon 1843 in Lauenförde mit der Tabakfabrikation begonnen hatte, und seinen Söhnen Nathan und Emanuel in Göttingen gegründet. Nathan Eckstein verlegte 1891 den Firmensitz nach Dresden, nachdem Emanuel Eckstein bereits 1875 eine Zweigniederlassung in Hamburg eröffnet hatte. Im Jahr 1929 erfolgte die Fusion mit der Breslauer Halpaus Cigarettenfabrik zur Eckstein-Halpaus Cigarettenfabrik GmbH Dresden, die aber noch im selben Jahr von der Kölner Firma Haus Neuerburg übernommen wurde und dann zusammen mit dieser 1935 in der Hamburger Firma Reemtsma aufging.
Der Zusatz Fabrik türkischer Zigaretten im Firmen-Logo deutet auf die Verarbeitung von türkischem Tabak hin. Außerdem legte die Firma bis zur Übernahme durch Reemtsma wert auf den Hinweis trustfrei, um die Unabhängigkeit von British American Tobacco (BAT) zu betonen.
Wichtige Zigarettenmarken der Firma waren: 
Da Capo (Dresden ca. 1910 bis 1914), La Famosa No. 4, Malteser, Radetzky, Siebeneichen, Tivoli, Ulmenried, Flotte Türken, Han Assat, Traviata und Thaïs. Die erfolgreichste Marke war die Eckstein No. 5, die als älteste Zigarettenmarke bis 2015 auf dem Markt war.